# 關東森林管理局
關東森林管理局（日语：／ Kantō shinrin kanrikyoku */?）是日本林野廳在群馬縣前橋市的地方支分部局，管轄範圍為除長野縣外的廣域關東圈10都縣和東北地方的福島縣。

## 組織
- 關東森林管理局
  - 總務企劃部：總務課、企劃調整課、經理課、小笠原綜合事務所（日语：小笠原総合事務所）國有林課
  - 計畫保全部：計畫課、保全課、治山課
    - 大井川治山中心、小笠原諸島森林生態系保全中心

  - 森林整備部：森林整備課、資源活用課、技術普及課
    - 森林放射性物資汚染対策中心（福島森林管理署、磐城森林管理署駐在）
    - 森林技術·支援中心（茨城県笠間市來栖）
    - 高尾森林接觸推進中心（東京都八王子市廿里町）
    - 赤谷森林接觸推進中心（群馬県沼田市鍛冶町）

## 管內森林管理署

### 福島縣
- 福島森林管理署（福島市）
  - 白河支署（白河市）
- 會津森林管理署（会津若松市）
  - 南會津支署（南会津郡南会津町）
- 磐城森林管理署（磐城市）
- 棚倉森林管理署 （東白川郡棚倉町）

### 茨城縣
- 茨城森林管理署（水戶市）

### 栃木縣
- 日光森林管理署（日光市）

- 塩那森林管理署（大田原市）

### 群馬縣
- 群馬森林管理署（前橋市（關東森林管理局廳舍內））
- 利根沼田森林管理署（沼田市）

- 吾妻森林管理署（吾妻郡中之條町）

### 東京都、神奈川縣
- 東京神奈川森林管理署（平塚市）

### 新潟縣
- 中越森林管理署（南魚沼市）
- 下越森林管理署（新發田市）
  - 村上支署（村上市）
- 上越森林管理署（上越市）

### 靜岡縣
- 靜岡森林管理署（靜岡市葵區）
- 伊豆森林管理署（伊豆市）
- 天龍森林管理署（濱松市濱名區）

## 關聯項目
- 林野廳

## 外部連結
- （日語）關東森林管理局 （页面存档备份，存于）